# Samcheok Shinwoo Electronics FC
Samcheok Shinwoo Electronics FC (kor. 삼척 신우전자 FC), klub piłkarski z Korei Południowej, z miasta Samch'ŏk, występujący w K3 League (3. liga).
Baza klubowa była oryginalnie w Hwasŏng i klub był znany jako Hwaseong Shinwoo Electronics FC. 
Przejście do Samch'ŏk miało miejsce w 2008.